# Elecciones estatales de Baja Sajonia de 1963
Las Elecciones estatales de Baja Sajonia de 1963 se llevaron a cabo el 19 de mayo de 1963, con el propósito de elegir a los miembros de la quinta legislatura del Landtag de Baja Sajonia. Tuvieron una participación del 76,94 %.

## Resultados
| Partido | Partido        | Votos   | %     | Mand. directos | Escaños |
| ------- | -------------- | ------- | ----- | -------------- | ------- |
|         | SPD            | 1608927 | 44,91 | 69             | 73      |
|         | CDU            | 1351449 | 37,73 | 25             | 62      |
|         | FDP            | 316552  | 8,84  | 1              | 14      |
|         | GDP            | 132446  | 3,70  |                |         |
|         | DP             | 97764   | 2,73  |                |         |
|         | DRP            | 52785   | 1,47  |                |         |
|         | DFU            | 19749   | 0,55  |                |         |
|         | DG             | 2190    | 0,06  |                |         |
|         | FSU            | 243     | 0,01  |                |         |
|         | Independientes | 139     | 0,00  |                |         |
| Total   | Total          | 3582244 |       | 95             | 149     |